# Одубон (Пенсилванија)
Одубон (енгл. Audubon) насељено је место без административног статуса у америчкој савезној држави Пенсилванија.

## Демографија
По попису из 2010. године број становника је 8.433, што је 1.884 (28,8%) становника више него 2000. године.
| Група             | 2000.         | 2010.         |
| Белци             | 5.695 (87,0%) | 6.590 (78,1%) |
| Афроамериканци    | 285 (4,4%)    | 436 (5,2%)    |
| Азијати           | 395 (6,0%)    | 1.127 (13,4%) |
| Хиспаноамериканци | 133 (2,0%)    | 195 (2,3%)    |
| Укупно            | 6.549         | 8.433         |